# ローカル・ボイド
ローカル・ボイド（英 Local Void）は、おとめ座超銀河団の中、われわれの銀河系の隣に位置している、物質（銀河や星間物質など）の存在しない、巨大な宇宙の一領域である

。ハワイ大学天文学研究所（ホノルル）のブレント・タリーによって発見された。
ボイドの全長は何百万光年にも及ぶが、正確な広がりは分かっていない 。 
また、ボイドは、「銀河が構成する細いフィラメント」の橋により、3つの分離した領域に分割されている
。

## 位置と大きさ
ボイドは、重力が宇宙に存在する物質を寄せ集め、またさらに銀河を銀河団とチェーンに寄せ集め、これらは、銀河をほとんど含まない領域により分離されるという過程の結果として形成される  。
天文学者たちは、以前から銀河系が、ローカル・シートと呼ばれる、大きくて平らな銀河の集団（実はローカル・ボイドの縁に当たる）の中に位置していることに気づいていた 。ローカル・ボイドは、局所銀河群の縁から始まって、おおよそ60メガパーセク (2億光年) の広がりを持っている 。地球からローカル・ボイドの中心までの距離は、最低でも23メガパーセク (7500万光年) はなければならないと信じられている   。
ボイドのサイズは、その中に存在する、孤立した矮小銀河を用いて計算された。これは、ボイドが、より大きく、密度がより希薄になるにつれて、それ自身の重力はより弱くなり、矮小銀河が、物質が凝縮している領域へ逃れようとする速度は、より速くなるという原理を利用している 。

## 周囲領域への影響
科学者たちは、ボイドは成長しつつあり、ボイドの1つの壁を形作っているローカル・シートは、ボイドの中心から約260km/sの速度で遠ざかっていると信じている 。 
物質の凝縮した領域は、通常は重力により引き合うが、ボイドは物質を押しやるのである。ローカル・ボイドは、ある物質が存在しないある一角を除いて、全ての方向で一様に物質に囲まれているため、引力の欠如は、その一角からの反発力として現れる。これが近隣の銀河へ及ぼす効果はかなり大きい 。
実際、われわれの銀河系を含む局所銀河群は、宇宙マイクロ波背景放射 (Cosmic Microwave Mackground radiation； CMB) を基準にすると、約631km/sでおおよそケンタウルス座銀河団の方向に運動しているが、これは、上記の反発力によるローカル・ボイドからの後退運動と、他の2つの異なる原因による運動成分の合成と考えられている。まず、第1の成分として、局所銀河群を乗せてローカル・シート全体がローカル・ボイドから約259km/sで後退している。第2の成分は、おとめ座銀河団とその周辺の銀河の引力によるものであり、約185km/sでおとめ座銀河団の方向に向かう。第3の成分は、おおよそケンタウルス座銀河団の方向に向かう約455km/s の成分であるが、これは約2億光年の距離に、その存在が予測されている巨大引力源グレート・アトラクターが原因であると考えられている。なお、偶然であるが、これらの3つの成分はほぼ直交しており、各成分の観測と分離を容易にしている 。

## 参考資料
1. 1 2 3 4  Shiga, David (16:15 01 June 2007). “Dwarf-flinging void is larger than thought”.   NewScientist.com news service. 2008年10月13日閲覧。
2. 1 2 3 4 5   Brent Tully, Edward J. Shaya, Igor D. Karachentsev, Helene Courtois, Dale D. Kocevski, Alan Peel and Luca Rizzi, Our Peculiar Motion Away from the Local Void, May 2007
3. 1 2  Univ. of Hawaii Institute for Astronomy (2007年6月12日). “Milky Way moving away from void”.   astronomy.com. 2008年10月13日閲覧。
4. 1 2  I, Iwata; Ohta, K.; Nakanishi, K.; Chamaraux, P.; Roman, A.T. (english). The Growth of the Local Void and the Origin of the Local Velocity Anomaly. Nearby Large-Scale Structures and the Zone of Avoidance (329 ed.). Astronomical Society of the Pacific. pp. 59
5. ↑  Tully, Brent. “Our CMB Motion: The Local Void influence�”.   University of Hawaii, Institute for Astronomy. 2008年10月13日閲覧。
6. ↑  “Local Void”.   citebase.org. 2008年10月13日閲覧。
7. ↑  Tully, R. Brent. “Motion from the Local Void”.   arxiv.org. 2008年10月13日閲覧。